# 吉祥寺音楽祭
吉祥寺音楽祭（きちじょうじおんがくさい、Kichijoji Music Festival.）は、東京都武蔵野市吉祥寺で毎年ゴールデンウィークに開催される音楽イベント。
"今を生きよう。古きを忘れるな。新しいものを生み出せ"というキャッチコピーのもと、音楽を通して、過去と今を繋ぎ、未来へのメッセージを発信する、創造と文化のお祭りです。

## 歴史・概説
文化芸術都市・吉祥寺の街の活性化の一環として1986年にスタート。開始当初は毎年趣向が変わることから、企画統一のためにアンケート調査を重ねた末、1990年の第5回よりジャズに特化したイベントとなった。
その後、2002年の第17回より、吉祥寺の更なる飛躍を目指し吉祥寺音楽祭をリニューアル。『吉音コンテスト』『スーパーステージ』『公園コンサート』『ジャズコンサート』の4つを核として、毎年ゴールデンウィークにイベント展開されていた。
屋外イベントや自主イベントは無料だが、吉音コンテストやジャズコンサートなど一部有料のものもある。
第30回を迎えた2015年からは「吉祥寺スプリングフェスタ」の一環として行われている。なお、同フェスタは2015年に吉祥寺駅南北自由通路開通1周年を記念して付けられた複合イベントのタイトルである。
なお、イベント終了後の5月末日に、J:COM武蔵野三鷹「J:COMチャンネル」にてイベントの特集番組が放送される。
2020年は『吉音コンテスト』を除き新型コロナウイルスの影響により開催中止となったが、『吉音コンテスト』決勝大会のみ秋に開催時期を移して行われた。
2024年 39回目はキャッチコピーを見直し、街全域で実施する音楽フェスティバルとして"OMATSURI"というテーマのもと新しく生まれ変わり実施する。

## イベント内容・会場

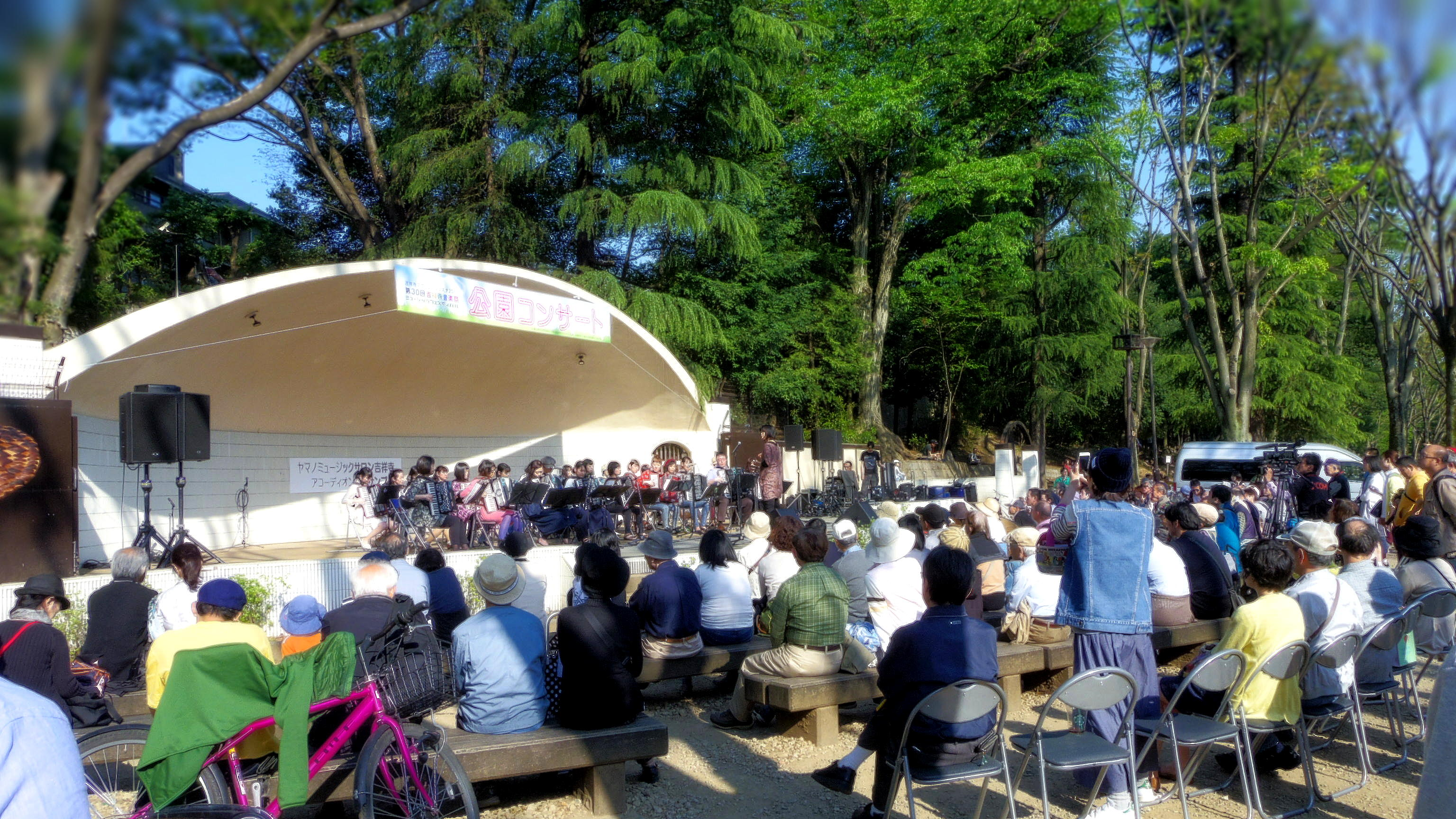
井の頭公園野外ステージで行われている「公園コンサート」

（入場の◎は完全有料、○は一部有料、無印は無料）
| イベント                   | 会場                              | 開催時期     | 入場 | 備考           |
| -------------------------- | --------------------------------- | ------------ | ---- | -------------- |
| ホコ天パレード             | 平和通り                          | 初日         |      |                |
| 吉音ストリートライブ       | 平和通り                          | 初日         |      |                |
| 公園コンサート             | 井の頭恩賜公園野外ステージ        | 4月最終週    |      |                |
| ジャズコンサート           | 武蔵野公会堂                      | 5月第1週     | ◎    |                |
| 吉音コンテスト決勝大会     | 吉祥寺シアター                    | 5月第1週     | ◎    | メインイベント |
| ビッグバンドフェスティバル | 武蔵野公会堂                      | 5月第1週     | ◎    |                |
| 吉音スーパーステージ       | 吉祥寺駅北口駅前広場              | 5月最終2日間 |      |                |
| 自主イベント               | 吉祥寺各所 （各ライブハウスなど） | 期間中連日   | ○    |                |

## 主催運営など
- 主催・運営：吉祥寺ウェルカムキャンペーン委員会、吉祥寺音楽祭実行委員会

### 協賛・後援
- 武蔵野市
- 武蔵野商工会議所
- 武蔵野市開発公社
- エフエムむさしの
- ジェイコム武蔵野三鷹
- 東京武蔵野ライオンズクラブ
- 吉祥寺バウスシアター
- 吉祥寺平和通り商店街
- 吉祥寺サンロード商店街

- JR吉祥寺駅
- 京王井の頭線吉祥寺駅
- 小田急バス
- 西武バス
- 関東バス
- 武蔵境自動車教習所
- 吉祥寺第一ホテル
- ベルパーク
- オリエントコーポレーション

- 東洋堂稲垣薬局
- 老舗 亀まん
- 宮地楽器
- ビズ マルコ サーカス
- つぼみ装飾
- 武蔵野市商店会連合会
- 武蔵野市交通安全協会
- 元町通り商店街
- ダイヤ街商店会

- 吉祥寺公園通り商店会
- 南口商店会
- パークロード
- 大正通り商店会
- 御殿山幸栄会
- 中道通り商店会
- 南町四商連

ほか多数

## 主なイベント

### 吉音コンテスト
吉祥寺音楽祭のメインイベント。かつてはジャズコンテストとして開催されていたが、2002年より幅広いジャンルのミュージシャンが出場する大会として生まれ変わりスタートした。出場者は地元のみならず全国各地から、またプロ・アマ問わず、ストリートミュージシャンも含めフォーク・ポップス・ロック・ジャズ・フュージョンなど多岐にわたっている。出場エントリー数は毎年200組以上にも上る。
フリーエントリーの他、ライブハウス推薦枠で数組が出場し、決勝大会は毎年5月上旬に吉祥寺シアターで開催される。
グランプリに輝いたアーティストはむさしのFMでレギュラー番組も担当している。
なお、2020年（第19回）のみ10月18日に無観客で開催された（この模様はJ:COM武蔵野三鷹で放送される他、YouTube配信も行われる）。
現在は、コンテストは実施されていない。
| 回 | 年     | グランプリ                  | 準グランプリ                | 審査員特別賞                    | オーディエンス賞                | その他の出場者 | 備考 |
| -- | ------ | --------------------------- | --------------------------- | ------------------------------- | ------------------------------- | --- | --- |
| 01 | 2002年 | 加藤茜                      | （制定前につき無し）        | JOE                             | きんばらしげゆき                | オレンジママレード、AKINO、FUJIKO 河西麻希カルテット、るり、DYNAMITE SLIM、トリ夫                                  | |
| 02 | 2003年 | リリカル茶                  | （制定前につき無し）        | the green fields BENBENUTS AO-1 | ふくびき                        | 鎌田やよい、ナオリュウ 山本富士夫、ESSENCE                                                                         | |
| 03 | 2004年 | 花びより                    | （制定前につき無し）        | 夕暮れ風鈴楽団                  | Plastic Soul Band               | るーずぱんてぃ、ましゅまろ、古瀬陽子、デージー、東京ファン区、塩月辰朗、カラフルシューズ、johndoe、Diddie Wa Diddy | この年からライブハウス推薦枠を新設。                                                                        |
| 04 | 2005年 | ユースムースアベニュー      | 風響月歌                    | （休止）                        | エストライプ                    | 努力賞：とんかつパン その他の出場者 エンドーデュオ、moopie、Super Love Trap the grooves、dig in、OFF人、らくだ     | この年から準グランプリを新設、審査員特別賞を廃止。 また、この年のみ「努力賞」が設けられた。                 |
| 05 | 2006年 | トゥクトゥクスキップ        | 吉田あきら                  | （休止）                        | タイラトシキ                    | STANDWAVE、spirit、JabberLoop、蓮華、SPARKLING JAMM BRAND、トランジスター、エベレスタ、Sunnyday hit singers        | この年から吉祥寺シアターで開催。                                                                            |
| 06 | 2007年 | 植松秀美 (現：上松秀実)     | 野田旭                      | （休止）                        | チャボ☆チョツプ                 | ChattyRose、sea scale、ザ・クワガターズ、岩崎健一 YOCCO、TREMOLO'55、びゅーちふるず                                | |
| 07 | 2008年 | メヲコラソン                | nojico                      | （休止）                        | the Mad West                    | もやしバット、casual comfort、akebikou ザ・モッカーズ、岡大介、むさしのこまち KaRato、Journal 3rd passage、音沙汰  | |
| 08 | 2009年 | 麗奈                        | neomii & the MoonBow        | （休止）                        | ハッピー☆ホッピー               | Cheap Luxury Store、rough mellow、SOUTH BOUND CLOVERS、Sfumart、久保田涼子、うるふ、奥野智史                       | |
| 09 | 2010年 | nutmeg                      | みのる                      | （休止）                        | さつまっ娘                      | ayaca、ウタゲユメノゴトシ、サウンドファンシアーズ、トーライ、LITTLE CANDY、クラゲボトル、タケイタケル、黒崎ちえみ  | |
| 10 | 2011年 | ゴマアブラ                  | Kuulei                      | （休止）                        | 5minutes on foot.               | ExceNtRip、カモシカプール、川野輪裕介、The POP (RIKA)、聖音、楯川明宏、Michael Boustany、unista                    | |
| 11 | 2012年 | VOLOMUSIKS                  | SPARKLING☆CHERRY            | （休止）                        | Latte                           | ocra、ザ・ラヂオカセッツ、Gradation Pocket、l'avion、IKUCHIN&Sur、ハマムラシンイチ、兵頭佳菜衣                     | |
| 12 | 2013年 | LADY,THE BITCHI             | Sonido del Viento           | （休止）                        | the Brush                       | 小林進、Shaba ChanS、ビビットルーズ、氏泉風、空リウム、モダンJとC、羽井カレン                                      | |
| 13 | 2014年 | DA,RASS BATTERY             | 陽香&The Super Traffic Jams | （休止）                        | 北村瞳                          | Little NeeM、Lyla、DA-Dee-Mix、SONRISA、HIGH東80、Lago、Journal 3rd passage、MR.M、カナリアMIMIC                   | |
| 14 | 2015年 | Cats & Seaside Village      | ゼーゼーハーハー            | （休止）                        | キラナ                          | HMC BAND、ナギラアツシ、in da my house、宮田、ブライトピンクの月、仙人掌人形、アライヨウコ                         | |
| 15 | 2016年 | bwpとファンキーヘッドライツ | 直美ズ                      | （休止）                        | 小池啓仁 with Hitchhike Mission | 吉川美咲、ナギラアツシ、中村いぶき、ザ・クレーター、逢沢ハナ、TOMOO、BLUE SUGAR SPIRITS                            | |
| 16 | 2017年 | ますかけ                    | ねこカフェ                  | （休止）                        | Petty Blossom                   | モノクロパンダ、SeRafiL、CANVAS OF MUSIC、あるはるか、SUN TA LAS、みのる（サニークラッカー）、ヨシダヒロキ         | |
| 17 | 2018年 | The mammy rows              | 緑川マリナ                  | （休止）                        | 天音みひろ                      | Diamond Lily、伊沢ビンコウ、カミバヤシユウタ、The Dawn、MINORU PHON、MIC-RINE、NUTTY WESTERN'S                     | 平成最後の開催。                                                                                            |
| 18 | 2019年 | Academic BANANA             | ななめとなり                | 高橋のりえ                      | （廃止）                        | Super Bears、がきえとかっちん、ポップコーンズ，Kayoko、遠藤雅美、bloodless the war、Piano Shift                    | 5月1日より令和に改元されたのに伴い、改元後初の開催。 審査員特別賞を15年ぶりに復活、オーディエンス賞を廃止。 |
| 19 | 2020年 | アポンタイム                | ITAZURA STORE               |                                 | （廃止）                        | 徒花プロジェクト、東京モルモット、WELLDONEABOTAGE、シュクルシュクレ、Reflex、よこわけズ、ソーセージboys            | 新型コロナウイルスの影響により時期を変更、無観客で開催。                                                    |
| 20 | 2021年 | Lady Honkerz                | 休暇届                      |                                 |                                 | GREENWICH、坂崎葵、近藤毬生、嶋根 歩、すごいバンド名にしたかった。、鈴木彩香、STOMPIN’RIFFRAFFS、Yuuki Saito       | |

（※出場者氏名、バンド名は当時）

### 吉音スーパーステージ
吉祥寺駅前北口広場にて開催される屋外ステージライブ。吉祥寺近辺や中央線沿線で活躍する若手やプロミュージシャン、吉音コンテスト出場者などが出演、2日間で計10時間にわたってライブを行う。吉祥寺音楽祭のフラッグシップイベント。
吉祥寺をこよなく愛した高田渡をはじめ、大杉漣、佐野史郎、小室等、あさみちゆき、木根尚登なども、このステージでライブを行ったことがある。

### 公園コンサート
井の頭恩賜公園野外ステージにて毎年初日に開催されるコンサート。主に市内小中高校吹奏楽部などのブラスバンドやコーラスグループが出演する。

### ジャズコンサート
吉祥寺音楽祭で最も歴史の古いイベントで、ジャズファンの年配者から若年層まで幅広い人気がある。出演バンドもプロ・アマチュア問わず多彩で、吉祥寺のジャズクラブに出演しているミュージシャンの他、成蹊大学や亜細亜大学などのジャズバンドなども出演する。

### ビッグバンドフェスティバル
2017年の第32回より始まった新たなイベントで、吉祥寺に日頃関わりのある学生（高校生・大学生）や社会人らによるアマチュアビッグバンドが一堂に会し、ジャズの生演奏を披露する。ジャズコンサートと同様に武蔵野公会堂で開催、昼の部・夜の部に分かれ、いずれも2部制で実施。

### 吉音ストリートライブ
ホコ天パレード（後述）と同様に、吉祥寺駅前北口平和通りにて毎年4月29日（年度により4月30日（振替休日）もしくは4月最終日曜日）に行われる。主にストリートやライブハウスなどで活動する新進気鋭の若手ミュージシャンらがライブを行う。
- ホコ天パレード終了後、16時から約1時間にわたり開催される。
- 小雨でも行われるが、当日荒天の場合は開催中止となる。
- 緊急時（災害など）の場合、平和通りでの緊急車両等の通行を配慮し、別会場に移して開催する場合もある（2011年（第26回）は東日本大震災の影響により、コピス吉祥寺1階「ふれあいデッキこもれび」に場所を移して行われた[6]）。

### ホコ天パレード
吉祥寺駅前北口平和通りを中心に、毎年4月29日（年度により30日（振替休日）もしくは4月最終日曜日）に行われるパレード。これまで毎年行われてきた「ホコ天ダンス」に代わり（事実上のリニューアル）、2015年の第30回より登場。2014年4月13日に吉祥寺駅南北自由通路の開通を記念して行われたパレードが源流。
サンバ、マーチングバンド、バトントワリング、チアリーディング、ダンスなど多岐にわたる団体が参加し、元町通り（コピス吉祥寺）からサンロードを経由し、平和通りまでパレードを行う。地元武蔵野市のみならず、隣接する杉並区に活動拠点を置くチームも出演している。
- 当日は14時〜15時15分前後に開催。パレード終了後、パルコ前でゲストミュージシャンによるミニライブが行われる。
- 小雨でも行われるが、当日荒天の場合は開催中止となる。
- 緊急時（災害など）の場合、平和通りなどでの緊急車両等の通行を配慮し、その年の開催が中止となる場合がある。

## 自主イベント
自主イベントの例
- コピス吉祥寺で行われているジャズバンドの演奏
- アトレ吉祥寺で行われているミニコンサート

期間中、イベント協賛している大型店舗、個人店舗が自費で開催するサテライトイベント。それぞれ趣向を凝らしており、ジャンルも多岐にわたっている。

## 特別企画
節目の年（○0周年、○5周年）などに、特別企画として記念コンサートなどが行われる。
これまでの記念企画
- 2010年（25回）- 25周年記念コンサート（5月1日、武蔵野公会堂）[7]
出演：Early Times Strings Band、佐藤GWAN博、高田蓮、sanch、なぎら健壱ほか
- 2015年（30回） - 吉祥寺音楽祭30周年記念企画「Jazz Band Festival」（5月3日、武蔵野公会堂）[8]

## シンボルソング
- 『スキスキ吉祥寺』 - 作詞：玉井まさじ、作曲：サウンド・チェッカーズ／歌：サウンド・チェッカーズ
- 『魂のシンガー』- 作詞・作曲：持田浩嗣、歌：吉祥寺ヤングオールスターズ

CDは吉祥寺のライブハウス3店舗などで販売している。

## 記念グッズ
- 吉祥寺中道通りにあるカフェ、ful.cafeでは会期中「吉音クッキー」を会場内ブースにて特別販売している。
- 長野県伊那市に本店がある老舗和菓子店「亀まん」では、2008年より「吉音まんじゅう」をイベント向けに特別販売している。